# Кызлар-Караул (гора)
Кызлар-Караул (баш. Ҡыҙлар Ҡарауылы, в буквальном переводе ҡыҙлар `девушки`, ҡарауыл `караульная гора`) — лесистая гора в Ишимбайском районе Башкортостана Российской Федерации.

## Описание
C юга и запада гору огибает р. Селеук.
Селения возле горы: с юго-востока Аптиково, с запада — Салихово. Между ними, по берегу реки Селеук, проходит автодорога.